# 阿貝歇機場
阿貝歇機場（阿拉伯语：‎）是服务乍得第四大城市、瓦达伊区首府阿贝歇的机场:117。

## 概况
阿貝歇機場海拔1,788英尺（545），其有一条铺沥青的09/27跑道，约为2,800乘30（9,186乘98英尺）。

## 航空公司及目的地
以下的航线提供客运服务：
| 航空公司     | 目的地               |
| ------------ | -------------------- |
| 乍得国家航空 | 法亚-拉若、 恩贾梅纳 |